# Oxidercia cymatistis
Oxidercia cymatistis là một loài bướm đêm trong họ Noctuidae.